# Nokia C3-01

Nokia C3-01 este fabricat de compania finlandeză Nokia.
Nokia C3-01 se mai numește și Nokia Touch and Type.

## Design
Partea stângă a telefonului este liber în timp ce partea dreaptă adăpostește rocker-ul de volum, buton de blocare și o tastă dedicată.
Are un port micro-USB și mufa de încărcare.
Sub Capacul din spate alunecă se găsește slotul pentru cartela SIM si slotul pentru card microSD. 

## Multimedia
Camera video are 5 megapixeli cu bliț LED și are zoom digital de 4x. Captarea video se realizează la dimensiunea VGA 640 x 480 pixeli la 15 de cadre pe secundă.
Player-ul video suportă formatele MP4/H.264/H.263/WMV. Player-ul audio suportă formatele MP3/WAV/WMA/eAAC+.
Are radio FM stereo cu RDS.

## Conectivitate
Nokia C3 suportă GPRS, EDGE, HSUPA și HSDPA. Conectarea prin cablu se realizează cu ajutorul portului micro-USB 2.0.
Conectarea fără fir se realizează prin Bluetooth 2.1 cu A2DP și Wi-Fi 802.11 b/g/n.
Are un slot microSD cu suport maxim până la 32 GB.

## Caracteristici
- Ecran TFT tactil de 2.4 inchi cu rezoluția de 320 x 240 pixeli
- Memoria internă de 30 MB, 64 MB RAM, 128 MB ROM
- GPRS, EDGE, HSDPA, HSUPA
- Slot card microSD suport maxim 32 GB
- Camera foto de 5 megapixeli cu bliț LED
- Înregistrează video VGA la 15 de cadre pe secundă
- Bluetooth 2.1 cu A2DP
- Mufă micro-USB 2.0
- Wi-Fi 802.11 b/g/n
- Radio FM stereo cu RDS
- Browserul suportă WAP, xHTML, HTML și Adobe Flash Lite